# Pčinja (río)
El Pčinja (en serbio y macedonio Пчиња) es un río de 135 km de largo que discurre por Serbia y Macedonia del Norte. El Pčinja es un afluente izquierdo del río Vardar. 

## Serbia
El Pčinja se origina en varios arroyos de las laderas occidentales del monte Dukat, que se encuentran en el pueblo de Radovnica y continúan hacia el oeste originalmente bajo el nombre de Tripušnica (cirílico: Трипушница). El río crea la microrregión de Pčinja, cuyo centro es la sede municipal de Trgovište donde el Tripušnica se encuentra con el afluente izquierdo del Lesnička reka (cirílico: Лесничка река) desde el sur y continúa hacia el oeste bajo el nombre de Pčinja. La región representa una de las partes de Serbia más despobladas y menos desarrolladas económicamente del país (12.556 habitantes en 1971 (34 habitantes por km²) y 6.372 en 2002 (17 habitantes por km², lo que supone una reducción del 50%). Después de que el Pčinja pase junto al lado norte de la montaña de Široka planina y el pueblo de Šajince donde recibe el afluente derecho del Koćurica (cirílico: Коћурица) desde el norte, no puede seguir la dirección hacia el oeste por el lado este de la montaña de Rujen y gira hacia el sur, en el estrecho valle existente entre las montañas de Rujen y Kozjak. El pequeño pueblo y el monasterio de Prohor Pčinjski se encuentran en el valle. Justo después de que el río pase junto al monasterio, tras 52 km de recorrido en Serbia, el Pčinja cruza la frontera con Macedonia del Norte.

## Macedonia del Norte
Durante los 83 km restantes, el río se curva suavemente hacia el suroeste. Pasa junto a los pueblos de Karlovce, Dragomance, Strnovac, Vojnik, Klečevce, Pčinja, Studena Bara, Gorno Konjare, Dolno Konjare y la pequeña ciudad de Katlanovo, con la vecina Katlanovska Banja, el balneario más popular del norte de Macedonia. El curso superior en el norte de Macedonia crea la microrregión de Sredorek (macedonio: Средорек), y el inferior la microrregión de Kotorci (macedonio: Которци), con el desfiladero de Bader (macedonio: Бадерска клисура) en medio. En el curso inferior, el Pčinja sigue el lado occidental de la montaña Gradištanska y desemboca en el río Vardar, en el tramo de la garganta de Taor del curso del Vardar, a medio camino entre las ciudades de Skopje y Veles. 
La ciudad de Katlanovo se encuentra en la autopista Skopje- Salónica, y aunque está a unos 25 km alejada de Skopje, a lo largo de la autopista se encuentran una serie de suburbios de rápido crecimiento de Skopje (Jurumleri, Idrizovo, Petrovec), y si la ciudad continúa creciendo, en algún futuro llegará a Katlanovo y a las orillas del Pčinja.

## Características
- El Pčinja pertenece a la cuenca de drenaje del mar Egeo. Su propia área de drenaje cubre 3.140 km², de los que 1.247 km² están en Serbia y 1.893 km² en el norte de Macedonia.
- El caudal medio en la desembocadura del río en el Vardar es de 14 m³/s, y no es navegable..
- Todos los principales afluentes del Pčinja están en el norte de Macedonia: Bistrica, Petroshnica y Kriva Reka, por la izquierda; y Kumanovska reka por la derecha.

## Galería

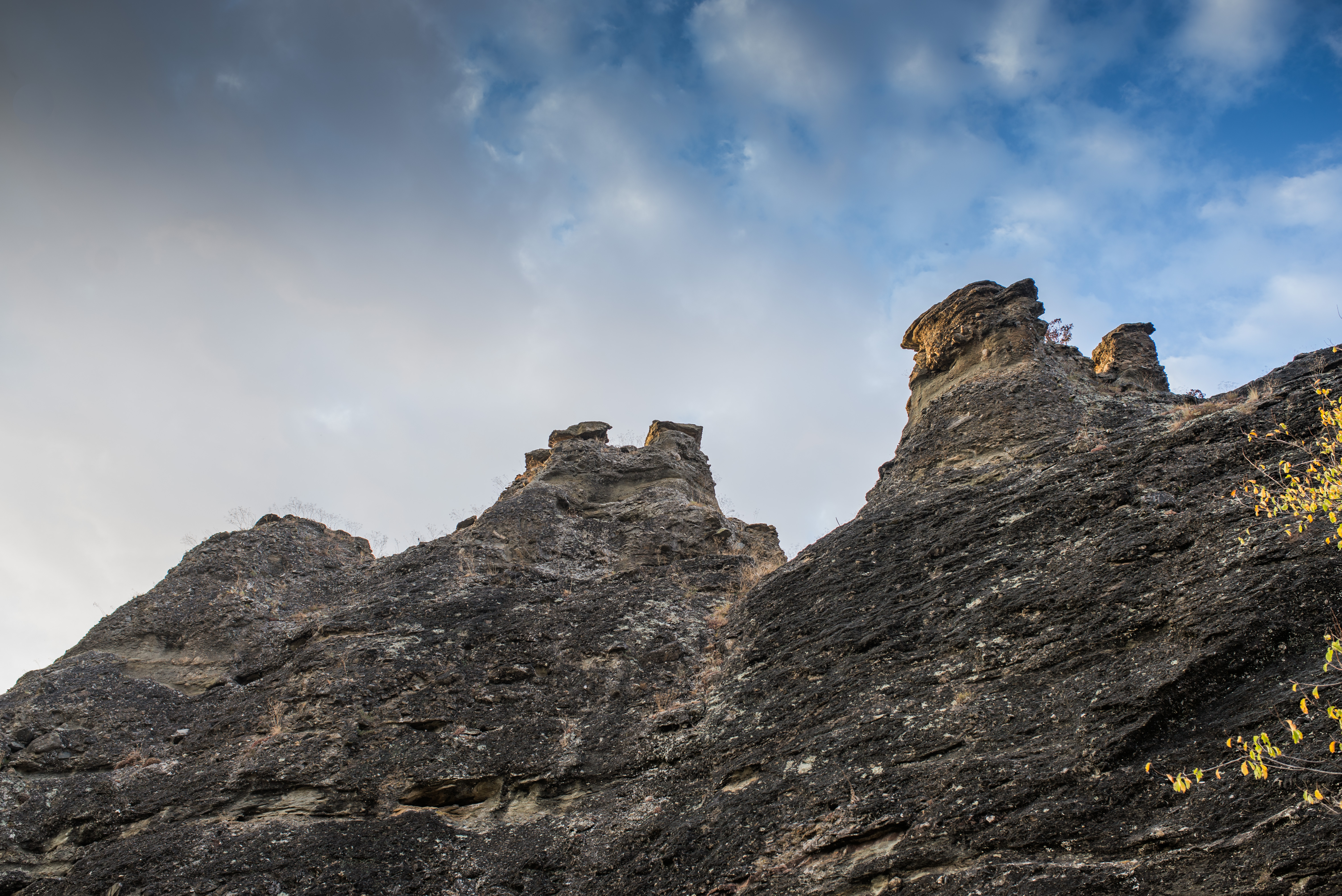
Fenómeno natural - "Vražji kamen" en el valle de Pčinja.
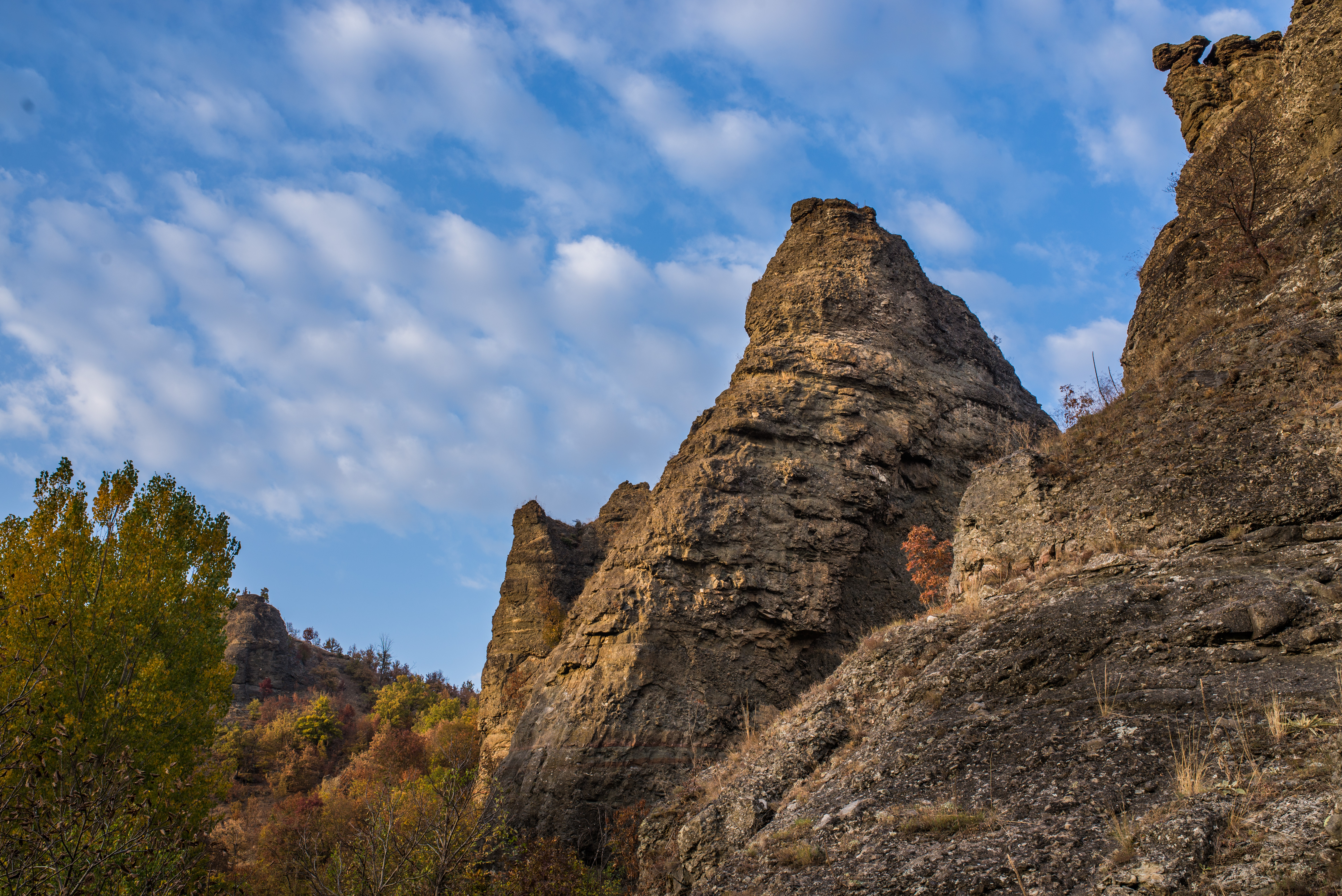
Fenómeno natural - "Vražji kamen" en el valle de Pčinja.
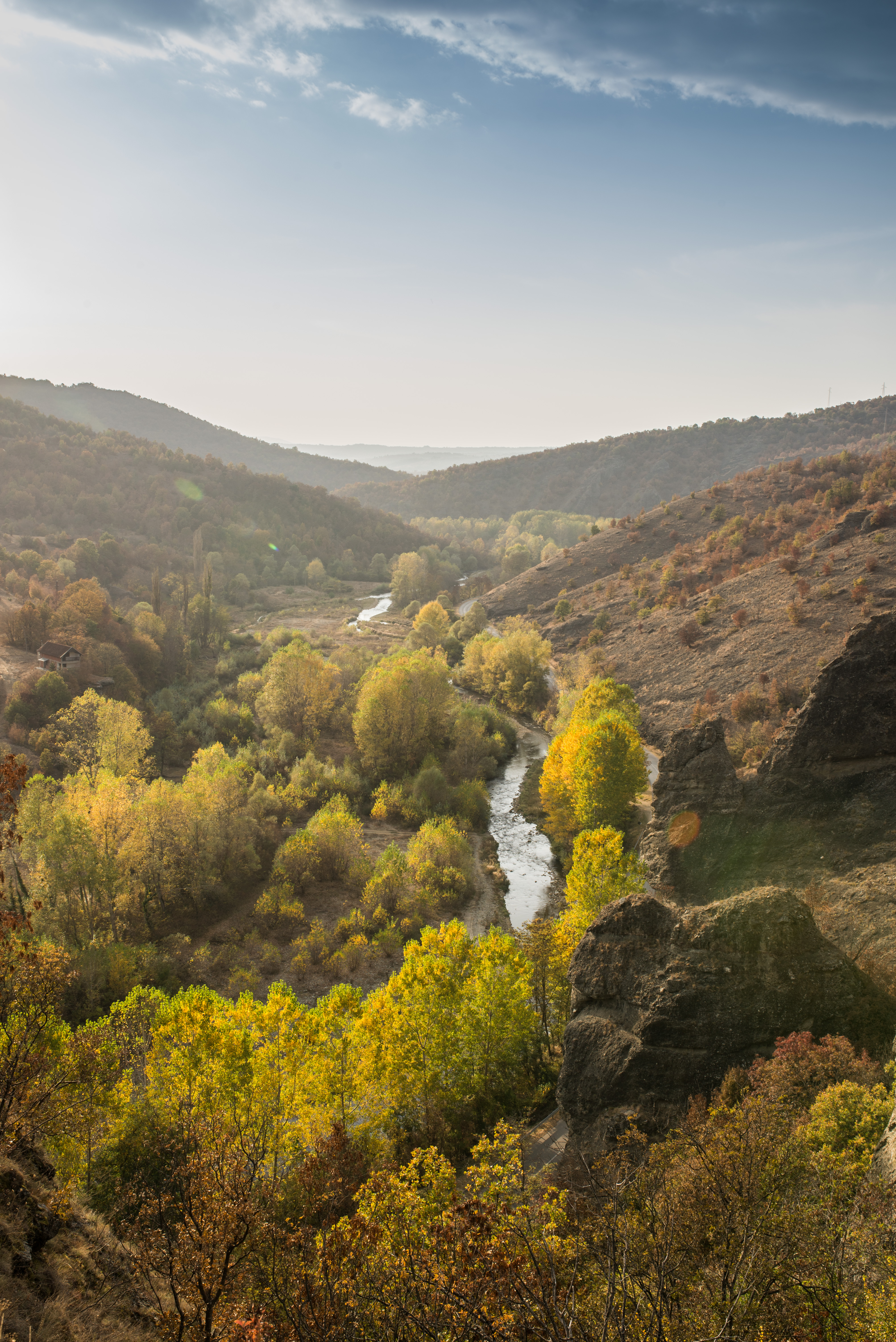
Valle del río Pčinja.